# Hrastov semenar
Hrastov semenar (znanstveno ime Curculio glandium) je vrsta pravih rilčkarjev, ki velja za škodljivca v hrastovih gozdovih. Izvira iz Severne Amerike.

## Opis in biologija
Odrasli hrošči dosežejo dolžino od 4 do 8 mm. Značilnost hrastovega semenarja je dolg rilček, ki se pri samicah daljši kot pri samcih  in lahko doseže dolžino do 5 mm. Samica na mlade želode odloži eno ali dve jajčeci, iz katerih se izleže valjasta ličinka, ki se nato hrani v notranjosti želoda, vendar običajno ne poje kalčka. Zimo preživijo ličinke znotraj želodov.